# Чима Тоса
Чима Тоса (на италиански Cima Tosa) е най-високият връх на Брентските Доломити (масив Брента) в Ретийските Алпи. Височина - 3173 м. Разположен в Италия.
Чима Тоса се издига над курортното градче Мадона ди Кампильо. Има голяма собствена височина - над 1500 м. спрямо близкия проход Карло Магно и над 1650 от градчето. Тога го поставя в челната група по този показател между алпийските върхове. Той е любимо място за алпинизъм - притежава внушителна отвесна северна стена, където е оформен и известния кулоар Каналоне дела Тоса. Върхът на Чима Тоса винаги е покрит със сняг и лед и блести на слънцето, поради което изглежда като гола част. Оттам и името му, което буквално означава „голия връх“.
Първите хора, стъпили на върха, са известният ботаник и алпинист Джузепе (Бепи) Лос и шестима негови придружители. Това се случва на 18 юли 1865 г. От върха се вижда езерото Гарда. Панорамата на запад е ограничена от масива Адамело, а на изток - от същинските Доломити.